# Нововязовский сельский совет (Юрьевский район)
Нововязовский сельский совет (укр. Новов'язівська сільська рада) — входит в состав
Юрьевского района
Днепропетровской области
Украины.
Административный центр сельского совета находится в 
с. Нововязовское
.

## Населённые пункты совета
- с. Нововязовское
- с. Водяное
- с. Дубовое
- с. Заречное
- с. Орловское